# Paul MacCready
Paul B. MacCready, Jr. (født 25. september 1925, død 28. august 2007) var en amerikansk flyingeniør. Han stiftede firmaet AeroVironment og skabte det første fly, som i praksis var drevet at menneskelig muskelkraft. Hans livsværk var centreret omkring udvikling af transportmidler, som kunne "opnå mere med mindre indsats" (Do more with less).
MacCready blev født ind i en lægefamilie i New Haven og startede opfinderkarrieren tidligt; allerede som 15-årig vandt han en national konkurrence i at bygge modelfly.
I 1947 fik MacCready bacheloreksamen i fysik fra Yale Universitetet, i 1948 kandidateksamen fra Caltech og i 1952 PhD-graden i flykonstruktion fra samme sted. Sidst i 2. verdenskrig modtog han pilotuddannelse i US Navy. I 1951 stiftede han sit første firma, Meteorology Research Inc (Meteorologisk forskning Inc), som skulle forske i atmosfæren. En del af MacCreadys studier omfattede medtoder til at få skyer til at afgive regn.
Efter 2. verdenskrig begyndte han at svæveflyve og tre gange vandt han Richard C. du Pont's erindringstrofæ for at have vundet de amerikanske mesterskaber for åben klasse. I 1956 vandt han som den første amerikaner den åbne klasse i verdensmesterskabet i svæveflyvning. Han formulede MacCready teorien om den optimale glidefart ud fra termikkens styrke og svæveflyets fartafhængige synkehastighed. "MacCready-ringen" findes stadig omkring variometeret i de fleste svævefly.
Sammen med Dr. Peter B.S. Lissaman skabte han i 1977 det første praktisk anvendelige menneskelig muskeldrevne fly, Gossamer Condor, hvilket indbragte dem Kremer prisen. Flyet, som var 29,25 m bredt men kun vejede 31,75 kg, var bygget af pianotråd, cykeldele og en art husholdningsfilm. I 1979 fulgte efterfølgeren Gossamer Albatross, som vandt den anden Kremer pris for at gennemføre flyvningen mellem England og Frankrig.
Senere skabte han soldrevne fly så som Gossamer Penguin og Solar Challenger. Han var involveret i udviklingen af NASA's soldrevne flyvende vinger så som Helios, som slog SR-71's højderekord og i teorien vil kunne flyve på Mars, hvor atmosfæren er tynd og har lavt iltindhold. MacCready samarbejde også med General Motors omkring design af Sunraycer, en soldrevet bil, og senere om EV-1, en elektrisk bil.
I 1985 fik han af The Smithsonian Institute til opgave at bygge en fuldskala model af pteridactyl. Den færdige fjernstyrede flyvende øgle blev filmet over Death Valley i Californien i 1986 og kan ses i IMAX-filmen On the Wing.
MacCready bidrog som sponsor til Nissan Dempsey/MacCready-prisen, som skulle fremme udvikling af racercykel-teknologi gennem aerodynamik og anvendelse af nye materialer med hurtigere cykler til følge.
Han var bestyrelsesformand i AV Inc., et selskab som udvikler ubemanede overvågningsfly og avancerede fremdriftssystemer. AV gennemførte for nylig den første flyvning med et fly, The Global Observer', drevet af bringceller.
MacCready døde den 28. august 2007 af kræft i hjernen.
Foruden de ovenfor nævnte har MacCready modtaget en lang række hæddersbevisninger (se liste på den engelske side).

## Citater
- "Hvis du ikke har en stor nok skovl, må du få nogle venner til at hjælpe dig".
- "Enhver som ikke er interesseret i modelfly må have en skrue løs."
- "Jeg er mere interesseret i en verden som fungere end i hvad sælger."